# Effat Tejaratchi

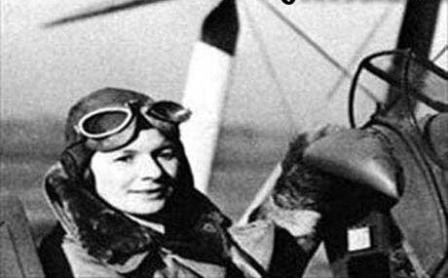
Effat Tejaratchi

Effat Tejaratchi (persisch: عفت تجارتچی Effat Tejāratchi; * 1917 in Teheran, Iran; † 8. April 1999) war eine iranische Pilotin. Sie war 1940 die erste iranische Frau, die einen Pilotenschein erwarb.

## Leben und Werk
Effat Tejaratchi arbeitete nach ihrem Schulabschluss 1934 als Französisch-Übersetzerin, zunächst für die Nationalbank und dann für die Bibliothek der Teheraner Medizinischen Fakultät.
Nachdem im Iran 1925 Reza Schah Pahlavi neues Staatsoberhaupt geworden war, begann er die iranische Gesellschaft zu modernisieren. Im Zuge dessen wurde 1939 der Iranian Aero Club gegründet. Am 7. November 1939 druckten Zeitungen eine Anzeige des Clubs, in der angehende Piloten eingeladen wurden. Effat Tejaratchi trat im Alter von 22 Jahren als erste Frau in den Club ein, was auch andere Frauen ermutigte, sich in dem Club anzumelden. Für den ersten Kurs schrieben sich 22 Frauen ein und nach Absolvierung verschiedener Prüfungen erhielten Effat Tejaratchi, Ina Avshid und Sediqeh Dowlatshahi Lizenzen zur Teilnahme an dem Kurs. Die drei für den Kurs zugelassenen Frauen und anderen Studenten wurden an die Doshan Tappeh Air Base versetzt. Effat Tejaratchi war die erste, die sich für einen Alleinflug am 18. November 1940 qualifizierte. Sie steuerte eine DH-82 Tiger Moth, ein beliebtes Schulflugzeug, und war 1940 die erste iranische Frau, die eine Pilotenlizenz erhielt.
Nach der Abdankung von Reza Shah Pahlavi 1941 wurden im Iran viele Projekte aufgegeben, darunter der Aero Club. Nachdem der Club geschlossen worden war, heiratete Effat Tejaratchi Mehdi Fayaz-Manesh, mit dem sie drei Kinder bekam. Mit dem Ende des Zweiten Weltkriegs ermutigte ihr Mann sie, zum Fliegen zurückzukehren. Die iranische Royal Air Force stellte sie als Flugoffizierin ein und bis kurz vor der Islamischen Revolution von 1979 war sie Direktorin des Aero Club.
Nach ihrer Pensionierung schrieb Effat Tejaratchi Gedichte und veröffentlichte sie 1958 in einem Buch.
Sie starb 1999 im Alter von 82 Jahren, wenige Tage nach dem Tod ihres Mannes, und wurde in Behescht-e Zahra in Teheran begraben.